# Râul Bradu, Buzău
Râul Bradu este un curs de apă, afluent al râului Buzău. 

## Hărți
- Harta Munții Buzăului [nefuncțională – arhivă]